# URF (U-Boot)
Das URF (U-Boot-Rettungsfahrzeug, schwedisch: Ubåträddningsfartyg) ist ein Spezialfahrzeug der schwedischen Marine.

## Geschichte
Die Entwicklung des URF begann mit einem Auftrag des schwedischen Verteidigungsministeriums an die Werft Kockums AB in Malmö, um ein neuartiges Rettungssystem für U-Boote nach dem Vorbild des amerikanischen DSRV einzuführen. Dieses sollte an Stelle der bisher benutzten McCann-Rettungskammern, einer Art Taucherglocke treten. Die Entwicklung bei Kockums fand in Zusammenarbeit mit der in Marseille beheimateten Firma Compagnie maritime d'expertises (COMEX) statt, die im Gegensatz zur schwedischen Werft auf die Konstruktion kleinerer Tiefsee-U-Boote spezialisiert war.
Eigens für das URF musste Kockums spezielle Vorrichtungen zum Schweißen entsprechend harten Stahls einrichten. 1975 begann der Bau des Fahrzeugs, der 1978 abgeschlossen wurde. Das bisherige Rettungsschiff der schwedischen Marine, die Belos II, erwies sich als zu klein für die Aufnahme des Tauchbootes. Stattdessen sah das Einsatzkonzept einen Landtransport zum Hafen und eine anschließende Schleppfahrt vor. Erst 1991 konnte durch die Indienststellung des ehemaligen Taucherbasisschiffs Belos III ein Schiff zum Transport des URF eingesetzt werden.
Ende der 1970er Jahre bot Kockums neben der Rettungsversion des URF auch eine kommerzielle Version des Fahrzeugs an, welche anstelle von Rettungsausrüstung 3 t Nutzlast transportieren konnte. Diese Variante war speziell zum Einsatz in der Offshore-Industrie konzipiert. Es wurde auch ein spezielles 65 m langes Spezial-U-Boot mit der Bezeichnung SSV (Submarine Support Vessel) entwickelt, das in einem Hangar ein URF transportieren konnten; dieses Fahrzeug wurde jedoch nicht gebaut.

## Konstruktion
Das URF ist ein Zweihüllenboot mit einem aus Stahl gefertigten Druckkörper. Dieser ist in den Führerstand, die Rettungskammer mit der Andockschleuse, den Maschinenraum und achtern eine zweite Rettungskammer eingeteilt. Damit kann das Boot neben drei Besatzungsmitgliedern bis zu 35 Personen aufnehmen, davon alleine 25 in der vorderen Rettungskammer. Die hintere Rettungskammer ist auch als Ausstiegsschleuse für Taucher ausgelegt. Die vordere Andockschleuse ist mit allen Erfordernissen zum Andocken an ein havariertes U-Boot ausgestattet, dazu zählen unter anderem eine Seilwinde und ein Stahldrahtschneider. Zusätzlich dazu ist unter dem Bug ein Manipulator montiert. Zur Orientierung unter Wasser ist das URF mit einem aktiven Sonar und Scheinwerfern ausgerüstet.
Das Boot wird elektrisch angetrieben. Neben der Hauptwelle im Heck ist das URF auch mit je einer schwenkbaren Motorengondel backbord und steuerbord ausgestattet; zusätzlich dazu besitzt das Boot einen Bug- und einen Heckstrahler. Die Höchstgeschwindigkeit beträgt 3 Knoten; das Boot kann bis zu 40 Stunden autonom operieren. Die maximal vorgesehene Tauchtiefe beträgt 460 Meter.

## Einsatz
Im Fall des Untergangs eines U-Bootes wird das URF entweder an Bord seines Mutterschiffes Belos oder auf einem Trailer zum nächstgelegenen Hafen und von dort im Schlepp an die Unglücksstelle gebracht. In einer Entfernung bis zu einer Seemeile kann das URF entlassen werden. Es sucht sich dann mit Hilfe seines Bordsonars selbst den Weg. Als autonomes bemanntes Fahrzeug kann das URF mit einem einzigen Tauchgang die komplette Mannschaft eines verunglückten U-Bootes aus einer Tiefe von 460 m retten. Dabei kann es bis zu einem Winkel von 45˚ an das U-Boot andocken. Unter gleich bleibendem Druck zur Vermeidung der Taucherkrankheit werden die geretteten Personen dann an Bord der Belos gebracht, wo eine Druckkammer bereitsteht. Dazu dockt das URF dort direkt an eine Schleuse an, sodass es keine Druckschwankung gibt.